# Eifelrennen
Eifelrennen var en biltävling anordnad av den tyska bilklubben ADAC som kördes i Eifel-bergen mellan 1922 och 2004. Eifelrennen körs idag som historisk racing.

## Historia
De första åren kördes Eifelrennen på allmänna landsvägar runt staden Nideggen. 1927 flyttades tävlingen till den då nybyggda racerbanan Nürburgring. Under 1930-talet hölls tävlingar med Grand Prix-bilar. När loppet återkom efter andra världskriget kördes tävlingar med formel 2-bilar. Från mitten av 1980-talet tävlade man med standardvagnar.

## Vinnare av Eifelrennen

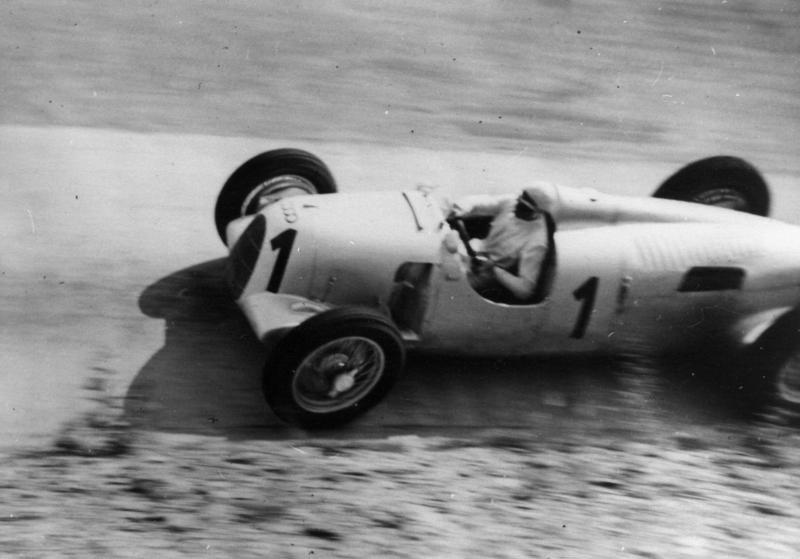
Bernd Rosemeyer i en Auto Union Typ C 1937.

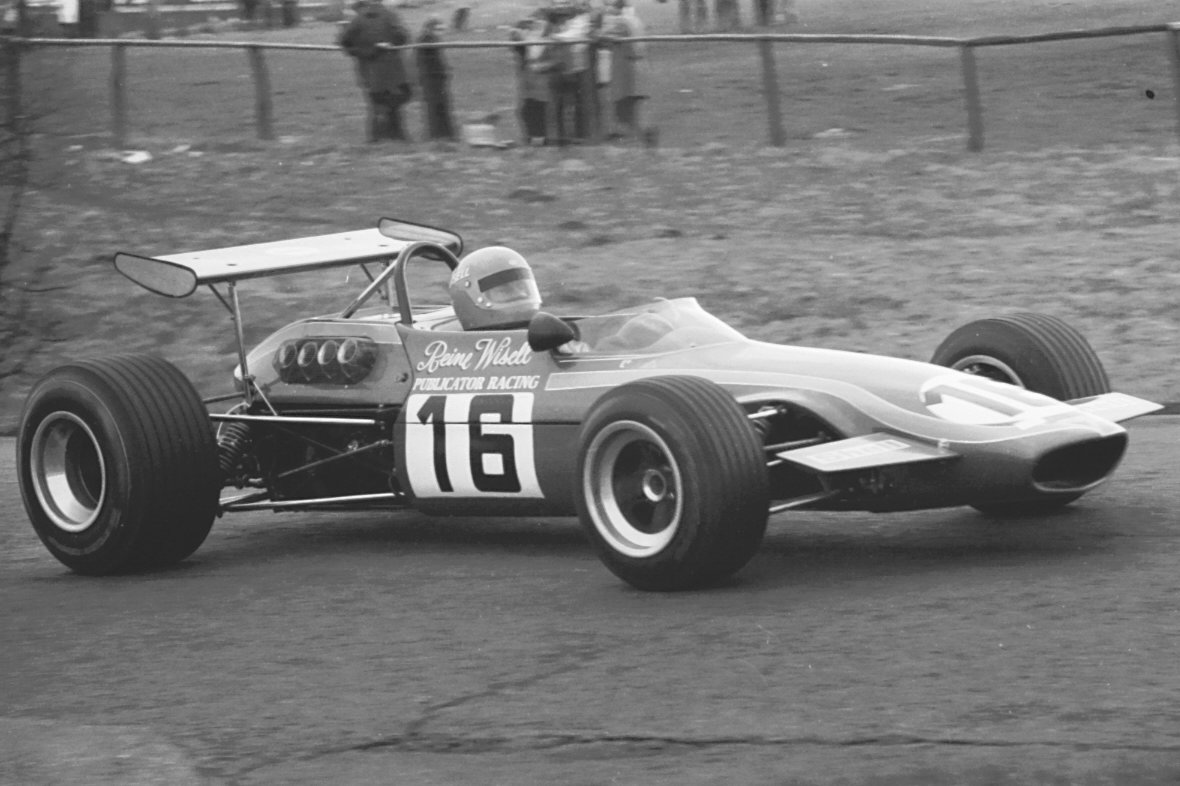
Reine Wisell i en Chevron formel 2 1970.

| År             | Förare                       | Bil                   | Kategori       |
| Landsvägslopp  | Landsvägslopp                | Landsvägslopp         | Landsvägslopp  |
| -------------- | ---------------------------- | --------------------- | -------------- |
| 1922           | Fritz von Opel Hans von Opel | Opel                  |                |
| 1923           | Ingen tävling                | Ingen tävling         | Ingen tävling  |
| 1924           | Wetzka Haide                 | Austro-Daimler        |                |
| 1925           | Okänd                        |                       |                |
| 1926           | Felten                       |                       |                |
| Nürburgring    |                              |                       |                |
| 1927           | Rudolf Caracciola            | Mercedes-Benz         | Sportvagn      |
| 1928           | Otto Spandel                 | Steyr                 | Sportvagn      |
| 1929           | W. Bartsch                   | Imperia               | Sportvagn      |
| 1930           | Heinrich-Joachim von Morgen  | Bugatti               | Grand Prix     |
| 1931           | Rudolf Caracciola            | Mercedes-Benz         | Grand Prix     |
| 1932           | Rudolf Caracciola            | Alfa Romeo            | Grand Prix     |
| 1933           | Tazio Nuvolari               | Alfa Romeo            | Grand Prix     |
| 1934           | Manfred von Brauchitsch      | Mercedes-Benz         | Grand Prix     |
| 1935           | Rudolf Caracciola            | Mercedes-Benz         | Grand Prix     |
| 1936           | Bernd Rosemeyer              | Auto Union            | Grand Prix     |
| 1937           | Bernd Rosemeyer              | Auto Union            | Grand Prix     |
| 1938           | Ingen tävling                | Ingen tävling         | Ingen tävling  |
| 1939           | Hermann Lang                 | Mercedes-Benz         | Grand Prix     |
| 1940 till 1949 | Inga tävlingar               | Inga tävlingar        | Inga tävlingar |
| 1950           | Fritz Riess                  | AFM                   | Formel 2       |
| 1951           | Paul Pietsch                 | Veritas               | Formel 2       |
| 1952           | Rudi Fischer                 | Ferrari               | Formel 2       |
| 1953           | Toulo de Graffenried         | Maserati              | Formel 2       |
| 1954           | Karl-Günther Bechem          | Borgward RS           | Sportvagn      |
| 1955           | Juan Manuel Fangio           | Mercedes-Benz         | Sportvagn      |
| 1956           | Walter Schock                | Mercedes-Benz         | Gran turismo   |
| 1957           | Heini Walter                 | Porsche               | Gran turismo   |
| 1958           | Wolfgang Seidel              | Ferrari               | Gran turismo   |
| 1959           | Wolfgang von Trips           | Stanguellini – Fiat   | Formel Junior  |
| 1960           | Dennis Taylor                | Lola - BMC            | Formel Junior  |
| 1961           | Jo Siffert                   | Lotus – Ford          | Formel Junior  |
| 1962           | Peter Warr                   | Lotus – Ford          | Formel Junior  |
| 1963           | Gerhard Mitter               | Lotus – DKW           | Formel Junior  |
| 1964           | Jim Clark                    | Lotus – Cosworth      | Formel 2       |
| 1965           | Paul Hawkins                 | Alexis – Cosworth     | Formel 2       |
| 1966           | Jochen Rindt                 | Brabham – Cosworth    | Formel 2       |
| 1967           | Jochen Rindt                 | Brabham – Cosworth    | Formel 2       |
| 1968           | Chris Irwin                  | Lola – Cosworth       | Formel 2       |
| 1969           | Jackie Stewart               | Matra – Cosworth      | Formel 2       |
| 1970           | Jochen Rindt                 | Lotus – Cosworth      | Formel 2       |
| 1971           | François Cevert              | Tecno – Ford          | Formel 2       |
| 1972           | Jochen Mass                  | March – Ford          | Formel 2       |
| 1973           | Reine Wisell                 | GRD – Cosworth        | Formel 2       |
| 1974           | Rolf Stommelen               | Ford Capri RS         | DRM            |
| 1975           | Jacques Laffite              | Martini Racing – BMW  | Formel 2       |
| 1976           | Freddy Kottulinsky           | Ralt – BMW            | Formel 2       |
| 1977           | Jochen Mass                  | March – BMW           | Formel 2       |
| 1978           | Alex Ribeiro                 | March – Hart          | Formel 2       |
| 1979           | Marc Surer                   | March – BMW           | Formel 2       |
| 1980           | Teo Fabi                     | March – BMW           | Formel 2       |
| 1981           | Thierry Boutsen              | March – BMW           | Formel 2       |
| 1982           | Thierry Boutsen              | Spirit Racing – Honda | Formel 2       |
| 1983           | Beppe Gabbiani               | March – BMW           | Formel 2       |
| 1984 till 1985 | Inga tävlingar               | Inga tävlingar        | Inga tävlingar |
| 1986           | Hans-Joachim Stuck           | Porsche 962C          | Supercup       |
| 1987           | Hans-Joachim Stuck           | Porsche 962C          | Supercup       |
| 1988           | Bob Wollek                   | Porsche 962C          | Supercup       |
| 1989           | Bob Wollek                   | Porsche 962C          | Supercup       |
| 1990           | Steve Soper                  | BMW M3                | DTM            |
| 1991           | Klaus Ludwig                 | Mercedes-Benz W201    | DTM            |
| 1992           | Roland Asch                  | Mercedes-Benz W201    | DTM            |
| 1993           | Nicola Larini                | Alfa Romeo 155        | DTM            |
| 1994           | Klaus Ludwig                 | Mercedes-Benz W202    | DTM            |
| 1995           | Alexander Burgstaller        | BMW 320i              | STW            |
| 1996           | Jörg van Ommen               | Mercedes-Benz W202    | DTM            |
| 1997           | Laurent Aïello               | Peugeot 406           | STW            |
| 1998           | Johnny Cecotto               | BMW 320i              | STW            |
| 1999           | Ingen tävling                | Ingen tävling         | Ingen tävling  |
| 2000           | Manuel Reuter                | Opel Astra V8 Coupé   | DTM            |
| 2001           | Laurent Aïello               | Audi TT-R             | DTM            |
| 2002           | Ingen tävling                | Ingen tävling         | Ingen tävling  |
| 2003           | Gianmaria Bruni              | Lola - Zytek          | Formel 3000    |
| 2004           | Pierre Kaffer Allan McNish   | Audi R8               | Le Mans Series |